# Гонсалес, Рауль (легкоатлет)
Рауль Гонсалес Родригес (исп. Raúl González Rodríguez; род. 29 февраля 1952, Чина, Нуэво-Леон) — мексиканский легкоатлет (спортивная ходьба), чемпион и призёр Панамериканских игр, чемпионатов мира и летних Олимпийских игр, участник четырёх Олимпиад, рекордсмен мира.

## Биография
Начал заниматься спортивной ходьбой в 1969 году. Первым его международным успехом была бронза в ходьбе на 10 км на Играх Центральной Америки и Карибского бассейна в Кингстоне (Ямайка).
На летних Олимпийских играх 1972 года в Мюнхене выступал в ходьбе на 50 км, где он занял 20-е место.
На следующей летней Олимпиаде в Монреале Гонсалес выступал в ходьбе на 20 км и занял 5-е место.
В 1978 году Гонсалес установил два мировых рекорда в ходьбе на 50 км: 3-45:52 с (23 апреля в Мехико) и 3-41:20 (11 июня в Чехословакии).
На Олимпиаде в Москве он выступал в двух дисциплинах: ходьбе на 20 и 50 км. В первом виде он занял 6-е место с результатом 1-27:48,6 с. Во второй дисциплине он не дошёл до финиша.
Последняя в карьере Гонсалеса Олимпиада в Лос-Анджелесе стала для него самой удачной. Он снова выступал в двух дисциплинах. В ходьбе на 20 км он завоевал олимпийское серебро (1-23:20 с), уступив победителю, своему соотечественнику Эрнесто Канто (1-23:13 с) и опередив итальянца Маурицио Дамилано (1-23:26 с). В ходьбе на 50 км он стал олимпийским чемпионом (3-47:26 с), опередив шведа Бо Густафссона (3-53:19 с) и итальянца Сандро Белуччи (3-53:45 с).